# NGC 7573
NGC 7573 is een balkspiraalstelsel in het sterrenbeeld Waterman. Het hemelobject werd in 1886 ontdekt door de Amerikaanse astronoom Frank Muller.

## Synoniemen
- ESO 604-8
- MCG -4-54-17
- NPM1G -22.0395
- AM 2313-222
- PGC 70893